# Carl Gustav Jakob Jacobi
Carl Gustav Jakob Jacobi (Potsdam, Prusia, actual Alemania, 10 de diciembre de 1804-Berlín, 18 de febrero de 1851) fue un matemático alemán de origen judío. Autor muy prolífico, contribuyó en varios campos de la matemática, principalmente en el área de las funciones elípticas, el álgebra, la teoría de números y las ecuaciones diferenciales. También destacó en su labor pedagógica, por la que se le ha considerado el profesor más estimulante de su tiempo.
Fue el primer matemático judío en ocupar el cargo de profesor en una universidad alemana
.

## Biografía
Jacobi estableció con Niels Henrik Abel la Teoría de las funciones Elípticas. Demostró la solución de integrales elípticas mediante la aplicación de las funciones, series exponenciales introducidas por él mismo.
Desarrolló los determinantes funcionales, llamados después jacobianos, y las ecuaciones diferenciales.
El padre de Jacobi era banquero y su familia era muy próspera, fue así como él recibió una buena educación en la Universidad de Berlín. Obtuvo su Doctorado en 1825 y enseñaba matemáticas en Koningsberg desde 1826 hasta su muerte, fue denominado para una cátedra en 1832.
En 1834 probó que si una función uni-valuada de una variable es doblemente periódica entonces la razón de los periodos es imaginaria. Este resultado impulsó enormemente el trabajo en esta área, en particular por Liouville y Cauchy.
Jacobi tenía la reputación de ser un excelente maestro, atraía a muchos estudiantes. Introdujo un método de seminario para enseñar a los estudiantes los últimos avances matemáticos.

### Infancia y primera juventud
Jacobi nació en Potsdam en 1804 en el seno de una familia judía en Alemania. Su padre era un próspero banquero y su hermano mayor, Moritz Jacobi, llegaría a ser un físico eminente. Un tío materno se encargó de su educación con éxito, pues en 1817, en cuanto entró en el Gymnasium a la edad de 11 años, le situaron en el último curso. Sin embargo, en la Universidad de Berlín la edad mínima de acceso era de 16 años, por lo que su ingreso tuvo que esperar hasta 1821. Durante los años en los que permaneció en el Gymnasium destacó también en griego, latín e historia.
Para cuando finalmente empezó sus estudios universitarios, ya había leído y asimilado los trabajos de eminentes matemáticos como Euler y Lagrange, e incluso había empezado a investigar una forma de resolver ecuaciones quínticas, por lo que el nivel de las clases le pareció bajo y siguió estudiando por su cuenta fuera de las aulas. En 1824, a pesar de ser judío, se le ofreció una plaza como profesor en una prestigiosa escuela de enseñanza secundaria de Berlín.

### Edad adulta
En 1825 presentó su tesis doctoral, una discusión analítica de la teoría de fracciones. Como la enseñanza universitaria estaba vetada a judíos, decidió convertirse al cristianismo, tras lo que obtuvo una plaza como Privatdozent. Para entonces contaba con 20 años. Tras un año en la Universidad de Berlín, y ante la carencia de posibilidades de promoción decidió, aconsejado por sus colegas, trasladarse a Königsberg (actual Kaliningrado, Rusia) en 1826, donde se encontraría con Franz Neumann y Friedrich Bessel, que por aquel tiempo tenía un gran prestigio en matemáticas y astronomía.

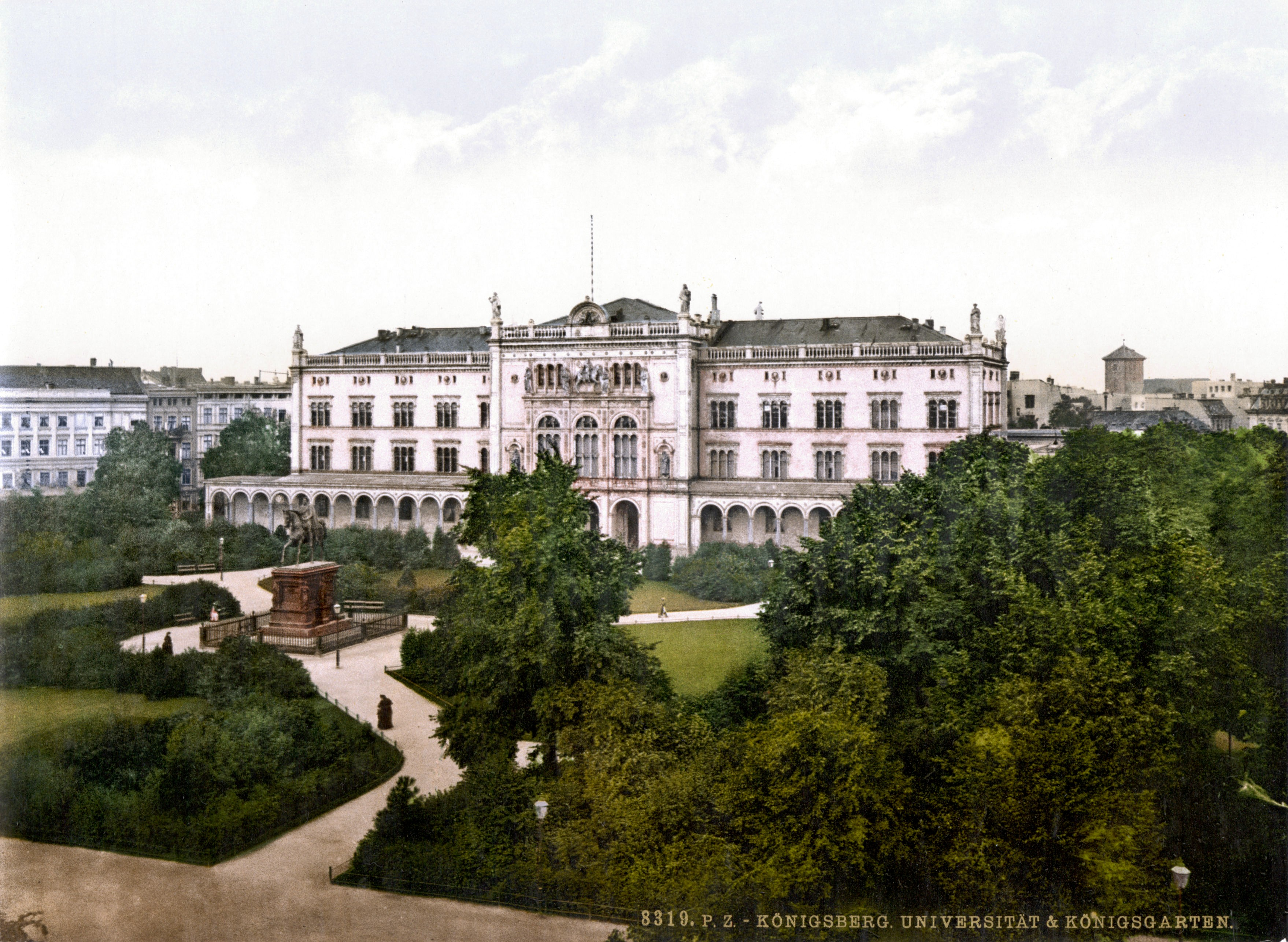
Postal del de la Universidad de Königsberg.

Una vez en Königsberg se puso en contacto con Gauss para informarle de su trabajo sobre los residuos cúbicos y escribió a Legendre acerca de sus resultados en el área de las funciones elípticas. Ambos quedaron impresionados por el talento del joven Jacobi. En 1829 publicó Fundamenta nova theoria functionum ellipticarum trabajo en el que asentó nuevas bases para el análisis de funciones elípticas, fundamentado en el uso de la función theta de Jacobi, que había desarrollado recientemente y que fue nombrada en su honor. Sus trabajos en este campo gozaron del apoyo de Legendre, el mayor experto de la época en funciones elípticas, lo que le facilitó optar a la plaza de profesor asociado. Los principios que había establecido habían sido desarrollados de forma independiente por el matemático noruego Niels Henrik Abel, con el que entablaría una cierta competición que resultó ser muy beneficiosa para las matemáticas, y que se interrumpiría debido al temprano fallecimiento de Abel en 1829, a la edad de 27 años. Durante el verano de ese año, Jacobi realizaría un viaje a París durante el cual se reuniría con algunos de los más eminentes matemáticos de su tiempo: Fourier, Poisson y Gauss.
En 1831 contrajo matrimonio con Marie Schwinck. Dos años más tarde, su hermano Moritz se fue a vivir también a Königsberg. La influencia de su hermano mayor le causó un gran interés por la física. Durante esta época trabajó principalmente en ecuaciones diferenciales y determinantes, estudiando, entre otros asuntos, el concepto que hoy en día se conoce como jacobiano. Publicó el fruto de estos años en Sobre la formación y propiedades de los determinantes.

### Últimos años
En 1842 visitó Cambridge y Mánchester junto con Bessel, en representación de Prusia, invitado por la Asociación Británica para el Avance de la Ciencia. A su vuelta dio una conferencia en la Academia de Ciencias Francesa. Se hizo célebre su respuesta a la pregunta de, quién, a su juicio, era el matemático vivo más grande de Inglaterra, que le formularon a su regreso: «No hay ninguno». Al preguntarle sobre su extraordinaria dedicación a su trabajo contestó «Ciertamente, algunas veces he puesto en peligro mi salud a causa del exceso de trabajo pero ¿y qué? Solamente los vegetales carecen de nervios y preocupaciones. ¿Y qué obtienen de su perfecto bienestar?». Al año siguiente, probablemente a causa del exceso de trabajo, su salud empeoró y se le diagnosticó diabetes. El medicó le aconsejó mudarse a Italia, donde el clima era más benigno.
Por aquel tiempo Prusia estaba sumida en una grave crisis económica y, pese a que Jacobi había nacido en una familia rica, otro matemático, Dirichlet tuvo que interceder, ayudado por Alexander von Humboldt, ante Federico Guillermo IV de Prusia para que éste ayudara económicamente a Jacobi. En Italia recobró la salud y se dedicó al estudio de la Arithmetica de Diofante. En 1844 volvió a Berlín, donde el clima no era tan extremo como en Königsberg. En los años venideros se apreciaría un cambio en el punto de vista de Jacobi, que pasaría a interesarse más por los aspectos físicos de la mecánica, abandonando la interpretación puramente axiomática que había desarrollado Lagrange.
En 1848, a consecuencia del derrocamiento de Luis Felipe I de Francia en París, se desencadenó una serie de movimientos revolucionarios que sacudieron Europa, conocidos como las revoluciones de 1848. Jacobi dio en Berlín un discurso político que disgustó tanto a republicanos como a monárquicos, lo que trajo como resultado que le vetaran para la enseñanza en Berlín y más tarde le retiraran la ayuda económica que le permitía permanecer allí pero que en parte fue mitigado por Alexander von Humboldt, por lo que Jacobi decidió mudarse a Gotha. Además, el banco de su padre había quebrado unos años antes. Un nombramiento en la Universidad de Viena en 1850 mejoró su situación frente al Estado prusiano (temían la pérdida de prestigio provocada por su partida), aunque su familia permanecería en Gotha, ya que el hijo mayor, Leonard Jacobi, estaba a punto de graduarse. de la escuela secundaria.
En 1851 contrajo una gripe que le debilitó gravemente. Poco tiempo más tarde contraería viruela, enfermedad que le mataría pocos días más tarde.

## Honores

### Eponimia
- El cráter Jacobi fue nombrado en su honor.
- El asteroide (12040) Jacobi también conmemora su apellido.